# Погрека
Погрека — река в России, протекает по Пудожскому району Карелии. Сливаясь с Суей севернее деревни Гакугса, образует Гакугсу, являясь её правой составляющей. Длина реки составляет 7 км.
Имеет левый приток — Магручей.

## Данные водного реестра
По данным государственного водного реестра России относится к Балтийскому бассейновому округу, водохозяйственный участок реки — Бассейн Онежского озера без рр. Шуя, Суна, Водла и Вытегра, речной подбассейн реки — Свирь (включая реки бассейна Онежского озера). Относится к речному бассейну реки Нева (включая бассейны рек Онежского и Ладожского озера).
Код объекта в государственном водном реестре — 01040100612102000017161.